# Kenneth Holm
Kenneth Inge Holm (* 5. Februar 1958 in Stockholm) ist ein ehemaliger schwedischer Rennrodler.

## Karriere
Kenneth Holm konnte in der Weltcupsaison 1979/80 in Hammarstrand mit Stefan Kjernholm Silber gewinnen. Dies war zugleich seine einzige Podiumsplatzierung im Weltcup. Bei den Olympischen Winterspielen 1980 in Lake Placid wurde das Duo im Doppelsitzer Zwölfter.
Sein Bruder Mikael Holm war ebenfalls Rennrodler.